# 高田暁
高田 暁（たかだ きょう）は、日本の作曲家、編曲家、音楽プロデューサー、ジャズピアニスト、ギタリスト。

## 人物
福岡県出身。芸術一家に生まれ、4歳からオルガン、5歳からクラシックピアノを始める。高校時代にはロックバンドを組みギターを始める。音大在学中にEGO-WRAPPIN'のハタヤテツヤと出会い、ジャズに転向。上京後、稲森康利にジャズピアノ、作曲、編曲を学び、都内のクラブなどで演奏活動を行う。2008年より作曲事務所に所属し、サウンド・クリエイターとして活動を開始する。

## 主な作品

### テレビドラマ
- 0号室の客（フジテレビ）
- AKBラブナイト　恋工場（テレビ朝日）

### ドラマ
- 革命ステーション5+25（LISMO Video）

### アーティスト関連楽曲

#### Aqours（ラブライブ!サンシャイン!!）
- Step! ZERO to ONE（作曲・編曲） - 1stシングル『君のこころは輝いてるかい?』収録曲
- ダイスキだったらダイジョウブ!（作曲・編曲） - TVアニメ『ラブライブ!サンシャイン!!』挿入歌
- Pops heartで踊るんだもん！（作曲・編曲） - TVアニメ『ラブライブ!サンシャイン!!』Blu-ray第1巻
- RED GEM WINK（作曲・編曲）
- Marine Border Parasol（編曲）
- RUN KAKERU RUN　松浦果南 from Aqours（作曲・編曲）

#### CYaRon!（ラブライブ!サンシャイン!!）
- 元気全開DAY! DAY! DAY! （作曲・編曲）
- サクラバイバイ（作曲・編曲）
- Braveheart Coaster（作曲・編曲）

#### μ's（ラブライブ!）
- 僕らのLIVE 君とのLIFE（編曲） - 1stシングル『僕らのLIVE 君とのLIFE』表題曲
- 夏色えがおで1,2,Jump!（編曲） - 3rdシングル『夏色えがおで1,2,Jump!』表題曲
- WILD STARS（作曲・編曲） - 『僕らは今のなかで』収録曲
- きっと青春が聞こえる（作曲・編曲） - 『きっと青春が聞こえる』表題曲　
アニメ『ラブライブ！』ED主題歌
- 夢なき夢は夢じゃない（作曲・編曲） - TVアニメ『ラブライブ!』Blu-ray第1巻 収録曲
- Anemone heart（作曲・編曲） - TVアニメ『ラブライブ!』Blu-ray第2巻 収録曲
- タカラモノズ（作曲・編曲） - シングル『タカラモノズ/Paradise Live』表題曲
- ミはμ’sicのミ（作曲・編曲） - シングル『ミはμ'sicのミ』表題曲
- MOMENT RING（作曲・編曲） - μ's Final Single『MOMENT RING』表題曲
- A song for you! you? you!!（作曲・編曲） - シングル『A song for you! you? you!!』表題曲

#### BiBi（ラブライブ!）
- ダイヤモンドプリンセスの憂鬱（編曲） - 『ダイヤモンドプリンセスの憂鬱』収録曲[1]

#### ARCANA PROJECT
- カンパネラ響く空で（作曲・編曲） アニメ『モンスター娘のお医者さん』OP主題歌

#### StylipS
- STUDY×STUDY（作曲・編曲） - 1stシングル『STUDY×STUDY』表題曲　
アニメ『ハイスクールD×D』ED主題歌
- セーシュンプラン!（作曲・編曲） - 1stシングル『STUDY×STUDY』収録曲
- Honey Groove（作曲・編曲） - 2ndシングル『MIRACLE RUSH』収録曲
- 初恋EVOLUTION（作曲・編曲） - 2ndシングル『MIRACLE RUSH』収録曲
- Choose me♡ダーリン（作曲・編曲） - 3rdシングル『Choose me♡ダーリン』表題曲　
アニメ『この中に1人、妹がいる!』OP主題歌
- Fragile Crazy（作曲・編曲） - 3rdシングル『Choose me♡ダーリン』収録曲
- Prism Sympathy（作曲・編曲） - 4thシングル『Prism Sympathy』表題曲　
アニメ『Fate/kaleid liner プリズマ☆イリヤ』ED主題歌
- ツナグキズナ・ツツムコドク（作曲・編曲） - 4thシングル『Prism Sympathy』収録曲
- Brand-new Style!! ~魔法みたいなShow time~ (Step Two)（編曲） - 4thシングル『Prism Sympathy』収録曲
- うしろ髪ジャーニー（作曲・編曲） - 5thシングル『NOVAレボリューション』収録曲
- 純粋なフジュンブツ（作曲・編曲） - 6thシングル『純粋なフジュンブツ』表題曲　
アニメ『マンガ家さんとアシスタントさんと』OP主題歌
- 迷迷コンパスはいらない（作曲・編曲） - 7thシングル『迷々コンパスはいらない』表題曲
アニメ『ガンダムビルドファイターズトライ』ED主題歌
- ドラマティック＊サイクル（作曲・編曲） - 配信シングル『ドラマティック＊サイクル』表題曲
アニメ『咲日和』OP主題歌

#### ミルキィホームズ
- 手のひらのキセキ（作曲・編曲） - ミニアルバム『Colourful Garden』収録曲
- ナゾ! ナゾ? Happiness!!（作曲・編曲） - 3rdシングル『ナゾ! ナゾ? Happiness!!』表題曲　
アニメ『探偵オペラ ミルキィホームズ 第2幕』OP主題歌
- ぐろーりーぐろーいん☆DAYS（作曲・編曲） - 8thシングル『ぐろーりーぐろーいん☆DAYS』表題曲　
アニメ『ふたりはミルキィホームズ』OP主題歌
- セイシュンビギナー!（作曲・編曲） - 8thシングル『ぐろーりーぐろーいん☆DAYS』収録曲　
アニメ『ふたりはミルキィホームズ』ED主題歌
- 羽ばたいてDreamin（作曲・編曲） - アルバム『Dreamin'』リード曲

#### Advance Arc Harmony
- イタチトウグイス（作詞・作曲・編曲）
- 今、君と生きている（作詞・作曲・編曲）

#### その他アーティスト
- Mia REGINA
  - ラブリーディ（作曲・編曲）デビューシングル CW
- 田所あずさ
  - 孤毒ディストレス（作詞・作曲・編曲）-2ndアルバム『It's my CUE.』
  - 残在エレジー（編曲）
- 大橋彩香
  - ABSOLUTE YELL（作曲・編曲）-アルバム『『起動 〜Start Up!〜』』リード曲
  - YES!!（作曲・編曲） - 1stシングル『 YES!!』表題曲（2014）　アニメ『さばげぶっ！』op主題歌
  - Give Me Five!!!!!（作曲・編曲）
- ChouCho
  - 眠れる本能（作曲・編曲）- パチスロ『ガールズ&パンツァー』挿入歌
- TRUE
  - SAKURAコンチェルト（作曲・編曲） -『DREAM SOLISTER』CW
- Not yet
  - ヒリヒリの花（作曲） - 5thシングル『ヒリヒリの花』表題曲
- NMB48
  - 僕らのユリイカ（作曲） - 7thシングル『僕らのユリイカ』表題曲
- 能登有沙
  - 雨上がりのSunny drops（作曲・編曲） - アルバム『Rainbow Drops』収録曲
- アフィリア・サーガ
  - Nighty night 〜オヤスミセカイ〜（編曲） - 2ndアルバム『Archism』収録曲
- スフィア
  - キミが太陽（作曲・編曲） - 2ndアルバム『Spring is here』収録曲
  - Pride on Everyday（作曲・編曲） - 11thシングル『Pride on Everyday』表題曲　

アニメ『バクマン。』第3シリーズED主題歌
- Sea☆A
  - DREAM SHOOTER（編曲） - 2ndシングル『DREAM SHOOTER』表題曲

アニメ『カードファイト!! ヴァンガード』ED主題歌
- 椎名へきる
  - NO!brain’s strike（作曲） - アルバム『Rock Rose』収録曲
- 白石稔
  - SCARS（編曲） - アルバム『出しちゃいました。』収録曲
- 上原わかな
  - Keep my heart burning（作曲・編曲） - 東京女子プロレス参戦時の入場曲

### アニメ関連楽曲
アイドルマスターシャイニーカラーズ
- 想像のつばさ（作曲）

天元突破グレンラガン
- S・t・a・r・S（作曲）

SHINE POST
- ワンダースターター（作曲・編曲）

IDOL舞SHOW
- Smile×Work!（作曲・編曲）

荒野のコトブキ飛行隊 大空のテイクオフガールズ!
- FLAP！（編曲）

ウマ娘 プリティーダービー
- 気まぐれTuning Heart（作曲・編曲）
- ユメゾラ（作曲・編曲）

天使の3P!
- 深海プリズナー（作曲・編曲） - 挿入歌　

響け!ユーフォニアム2
- ヴィヴァーチェ!（編曲） - ED主題歌　

ばくおん!!
- ぶぉん!ぶぉん!らいど・おん!（作曲・編曲） - ED主題歌　

響け!ユーフォニアム
- トゥッティ!（編曲） - ED主題歌　
- ベルアップ！（作曲・編曲） - 『トゥッティ!』収録曲　

Fate/kaleid liner プリズマ☆イリヤ ツヴァイ!
- TWO BY TWO（作曲・編曲） - ED主題歌　

さばげぶっ!
- YES!!（作曲・編曲） - OP主題歌　

最近、妹のようすがちょっとおかしいんだが。
- BINKAN あてんしょん（作曲・編曲） - OP主題歌　

境界の彼方
- Welcome to THE WORLD!（編曲） - キャラクターソング　

ハイスクールD×D NEW
- らぶりぃ♥でびる（作曲・編曲） - ED主題歌
- 祈りは剣、変わらぬは誓い（作曲・編曲） - キャラクターソング　

氷菓
- 君にまつわるミステリー（作曲・編曲） - ED主題歌　

この中に1人、妹がいる!
- Heavenly Lover（作曲・編曲） - ED主題歌　

牙狼＜GARO＞〜MAKAISENKI〜 
- PREDESTINATION（編曲） - ED主題歌

ゴクジョッ。〜極楽院女子高寮物語〜
- ゴクジョッ。のジョーケン?（作曲・編曲） - OP主題歌　

真剣で私に恋しなさい!
- 君の真剣をちょうだい（作曲・編曲） - ED主題歌　
- だって真剣恋だもん!（作曲・編曲） - キャラクターソング
- 愛で斬るなら痛くな〜い!（作曲・編曲） - OP主題歌

猫神やおよろず
- 狐のヨメ取り大作戦!（作曲・編曲） - キャラクターソング

侵略!イカ娘
- イカアイス食べなイカ?（作曲・編曲） - キャラクターソング

そふてにっ
- るーるぶっくを忘れちゃえ（作曲・編曲） - OP主題歌
- 絶対解放そふてにソウルッ！（作曲・編曲） - キャラクターソング

Baby Princess
- ぎゅっとBABY☆愛なんだBABY（編曲） - OP主題歌

みつどもえ
- ありがたく思いなさいよねっ!!（編曲） - キャラクターソング
- あんたなんか!（編曲） - キャラクターソング

祝福のカンパネラ
- 夢のpreparation（作曲・編曲） - OP主題歌

T.P.さくら
- fly away t.p.s（編曲） - OP主題歌

バカとテストと召喚獣
- ムッツリーニと機関銃（編曲） - キャラクターソング

いちばんうしろの大魔王
- 幻惑ジレンマ（作曲・編曲） - キャラクターソング

れでぃ×ばと! 
- 嵐を呼ぶパーティーなう（作曲・編曲） - キャラクターソング

聖痕のクェイサー
- 未明の祈り（編曲） - ED主題歌

涼宮ハルヒの憂鬱
- 通過地点のMUSICA（作曲・編曲） - キャラクターソング

NEEDLESS
- Aggressive zone（作曲・編曲） - ED主題歌
- あまくてまるいあした（作曲・編曲） - キャラクターソング
- WANTED! for the love（編曲） - ED主題歌

けんぷファー
- タタカエ☆モラリズム（編曲） - キャラクターソング

咲-Saki-
- 予感、咲きました!（編曲） - キャラクターソング

黒神
- Hyper positive!!（作曲・編曲） - キャラクターソング

宇宙をかける少女 
- Girlish my MIGHT（編曲） - キャラクターソング

明日のよいち!
- 今日も明日もご一緒に!（編曲） - キャラクターソング
- I、my、meで生きてみよー!（編曲） - キャラクターソング

HUGっと!プリキュア
- 大好き∞無限POWER（キュアマシュリ、作曲・編曲） - 挿入歌

### ゲーム関連楽曲
アイドルマスター ミリオンライブ!およびアイドルマスター ミリオンライブ! シアターデイズ
- キラメキ進行形（作曲・編曲）- 『THE IDOLM@STER LIVE THE@TER PERFORMANCE 02』収録曲
- 追憶のサンドグラス（作曲・編曲）- 『THE IDOLM@STER LIVE THE@TER PERFORMANCE 06』収録曲
- Marionetteは眠らない（作曲・編曲）- 『THE IDOLM@STER LIVE THE@TER PERFORMANCE 06』収録曲
- ちいさな恋の足音（作曲・編曲）- 『THE IDOLM@STER LIVE THE@TER PERFORMANCE 07』収録曲
- ココロがかえる場所（作曲・編曲）- 『THE IDOLM@STER LIVE THE@TER PERFORMANCE 12』収録曲
- Bigバルーン（作曲・編曲）- 『THE IDOLM@STER LIVE THE@TER PERFORMANCE 13』収録曲
- Growing Storm（作曲・編曲）- 『THE IDOLM@STER LIVE THE@TER HARMONY 01』収録曲
- プリティ～～～→ニャンニャンッ！（作曲・編曲）- 『THE IDOLM@STER LIVE THE@TER HARMONY 03』収録曲
- キミがいて夢になる（作曲・編曲）- 『THE IDOLM@STER LIVE THE@TER HARMONY 05』収録曲
- ユニゾン☆ビート（作曲・編曲）- 『THE IDOLM@STER LIVE THE@TER HARMONY 07』収録曲
- WORLD WIDE DANCE!!!（作曲・編曲）- 『THE IDOLM@STER LIVE THE@TER HARMONY 07』収録曲
- Day After “Yesterday” （作曲・編曲）- 『THE IDOLM@STER LIVE THE@TER HARMONY 09』収録曲
- DIAMOND DAYS（作曲・編曲）- 『THE IDOLM@STER THE@TER ACTIVITIES 01～03』、『 THE IDOLM@STER THE@TER BOOST 01〜03』、『THE IDOLM@STER THE@TER CHALLENGE 01〜03』収録曲
- Starry Melody（作曲・編曲）- 『THE IDOLM@STER LIVE THE@TER FORWARD 03 Starlight Melody』収録曲
- 虹色letters（作曲・編曲） - 『THE IDOLM@STER MILLION THE@TER GENERATION 06』収録曲

アイドルマスター SideM
- Genuine feelings（作曲・編曲）- 『THE IDOLM@STER SideM ORIGIN@L PIECES 08』収録曲

アイドルマスター シャイニーカラーズ
- Multicolored Sky（作曲・編曲） -　『THE IDOLM@STER SHINY COLORS BRILLI@NT WING 01』収録曲

探偵オペラ ミルキィホームズ 2
- Whodunit night?（編曲） - 2ndシングル『Whodunit night?』収録曲

*ω*Quintet
- Good bye & Good luck（作曲・編曲） ED主題歌